# Chrono Gatineau 2014
La 5e édition du Chrono Gatineau a eu lieu le 6 juin 2014. La course fait partie du calendrier international féminin UCI 2014 en catégorie 1.1. L'épreuve est remportée par l'Américaine Tayler Wiles.

## Classements

### Classement final
| \| Classement général \| Classement général \| Classement général \| Classement général \| Classement général \| \| Coureuse \| Coureuse \| Pays \| Équipe \| Temps \| \| ------------------ \| -------------------- \| ------------------ \| ------------------------------ \| ------------------ \| \| 1re \| Tayler Wiles \| États-Unis \| Specialized-Lululemon \| 15 min 51 s \| \| 2e \| Leah Kirchmann \| Canada \| Canada \| + 20 s \| \| 3e \| Jasmin Duehring \| Canada \| Tibco-To the Top \| + 28 s \| \| 4e \| Jade Wilcoxson \| États-Unis \| Optum-Kelly Benefit Strategies \| + 33 s \| \| 5e \| Annie Foreman-Mackey \| Canada \| Stevens Racing-The Cyclery \| + 38 s \| \| 6e \| Lauren Hall \| États-Unis \| Optum-Kelly Benefit Strategies \| + 47 s \| \| 7e \| Anika Todd \| Canada \| Tibco-To the Top \| + 50 s \| \| 8e \| Annie Ewart \| Canada \| Canada \| + 51 s \| \| 9e \| Ellen Watters \| Canada \| Stevens Racing-The Cyclery \| + 56 s \| \| 10e \| Alizée Brien \| Canada \| Tibco-To the Top \| + 57 s \| |                      |            |                                |             |
| |                      |            |                                |             |
| Sources : ProCyclingStats Cycling Quotient |                      |            |                                |             |
| Classement général |                      |            |                                |             |
| Coureuse | Coureuse             | Pays       | Équipe                         | Temps       |
| 1re | Tayler Wiles         | États-Unis | Specialized-Lululemon          | 15 min 51 s |
| 2e | Leah Kirchmann       | Canada     | Canada                         | + 20 s      |
| 3e | Jasmin Duehring      | Canada     | Tibco-To the Top               | + 28 s      |
| 4e | Jade Wilcoxson       | États-Unis | Optum-Kelly Benefit Strategies | + 33 s      |
| 5e | Annie Foreman-Mackey | Canada     | Stevens Racing-The Cyclery     | + 38 s      |
| 6e | Lauren Hall          | États-Unis | Optum-Kelly Benefit Strategies | + 47 s      |
| 7e | Anika Todd           | Canada     | Tibco-To the Top               | + 50 s      |
| 8e | Annie Ewart          | Canada     | Canada                         | + 51 s      |
| 9e | Ellen Watters        | Canada     | Stevens Racing-The Cyclery     | + 56 s      |
| 10e | Alizée Brien         | Canada     | Tibco-To the Top               | + 57 s      |

### Points UCI
| Position           | 1er | 2e | 3e | 4e | 5e | 6e | 7e | 8e | 9e | 10e | 11e | 12e | 13e | 14e | 15e | 16e | 17e | 18e |
| Classement général | 80  | 60 | 45 | 35 | 30 | 25 | 21 | 18 | 15 | 12  | 10  | 8   | 6   | 5   | 4   | 3   | 2   | 1   |